# Islas de Nueva Siberia
Las islas de Nueva Siberia (en ruso: Новосибирские острова) son un archipiélago de islas árticas, situado al norte de la costa de Siberia Oriental, entre el mar de Láptev y el mar de Siberia Oriental.
Administrativamente, pertenecen a la República de Sajá (Yakutia) de la Federación de Rusia. 

## Geografía
Las islas de Nueva Siberia cubren un área de aproximadamente 29 000 km² y se dividen en tres grupos o archipiélagos menores:
- Islas Anzhu, en el centro.

- islas Kotelny/Faddeyevsky, un conjunto formado por isla Kotelny (о. Коте́льный) (11 700 km²) e isla Faddéyevsky (о. Фадде́евский) (5300 km²), que están unidas por medio de las tierras del Bunge (земля́ Бу́нге) (6200 km²) (ocasionalmente sumergido bajo el mar).
- isla de Nueva Siberia (о. Но́вая Сиби́рь), de 6201 km².
- isla Belkovsky (о. Бельковский), de 500 km².

- Islas de Liájov, con 6100 km², al sur, más cerca de la costa siberiana, con las siguientes islas:

- isla Gran Liájovski (о. Большо́й Ля́ховский), de 5157 km².
- isla Pequeña Liájovski (о. Ма́лый Ля́ховский), de 1325 km².
- isla Stolbovói (о. Столбово́й) , de 170 km².
- isla Semiónovski (о. Семёновский). Esta isla no es visible por estar hoy sumergida.

- Islas De Long, con 228 km², al noreste de Nueva Siberia, un grupo de pequeñas islas:

- isla Jeannette (о. Жанне́тты; Óstrov Zhanetta), un pequeño islote de 0,2 km², con una altura máxima de 250 m y el 30% glaciarizado. Fue descubierto el 16 de mayo de 1881 por William Dunbar a bordo de la Jeanette (76°47′N 158°02′E / 76.783, 158.033).
- isla Henrietta (о. Генрие́тты; Óstrov Guenriyetta), una pequeña isla de 7 km², con una altura máxima de 340 m y el 40% glaciarizado. Fue descubierta el 20 de mayo de 1881 por George Washington DeLong a bordo de la USS Jeanette (77°08′N 156°50′E / 77.133, 156.833).
- isla de Bennett (о. Бе́ннетта) con 75 km², la isla más grande del grupo, y con una altura máxima de 448 m y el 60% glaciarizado. Fue descubierta el 15 de julio de 1881 por Aneguin a bordo de la Jeanette. (76°41′21″N 148°56′14″E / 76.68917, 148.93722).
- isla Vilkitski (о. Вильки́цкого; Óstrov Vilkítskogo, en honor a Borís Vilkitski), una pequeña isla de 2 km², con una altura máxima de solo 70 m, sin glaciarizar. Fue descubierta el 20 de agosto de 1913 por Alekséi Nikoláievich Zhójov a bordo del rompehielos Taymyr. (73°28′00″N 75°45′00″E / 73.46667, 75.75000)
- isla Zhójov (о. Жо́хова), una pequeña isla de 40 km², con una altura máxima de 120 m, sin glaciarizar. Fue descubierta el 27 de agosto de 1914 por Piotr Alekséievich Novopáshenny a bordo del rompehielos  Vaygach. (76°08′N 152°45′E / 76.133, 152.750)

La mayor parte del archipiélago es llano y está formado por restos de sedimentos. La cumbre más alta es el monte (Malakatyn-Tas en Kotelny) con 374 m.

## Clima
El clima de las islas es ártico y la nieve cubre las islas nueve meses al año. La temperatura media en enero es de −28 a −31 °C. En julio, en las costas el agua ártica mantiene la temperatura baja, y la temperatura máxima media ronda los +8 a +11 °C y la mínima −3 a +1 °C. En el interior de las islas, las temperaturas máximas en julio son de +16 a +19 °C y las mínimas de +3 a +6 °C. La precipitación es de hasta 132 mm cada año. 
El permafrost se encuentra presente en todas las islas, así como también la vegetación típica de la tundra. 

## Historia

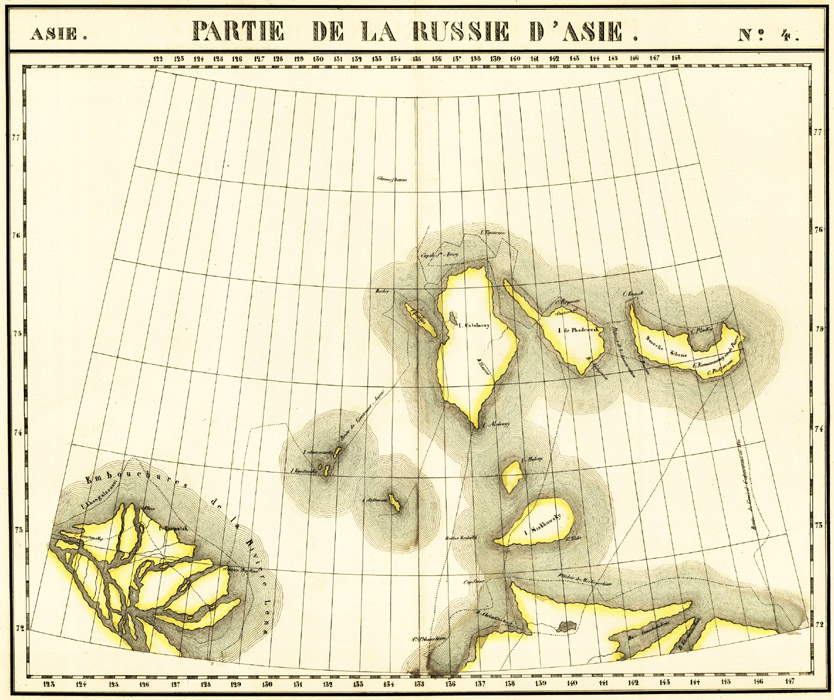
Mapa de los años 1820

Las primeras noticias sobre la existencia de estas islas llegaron a través de un cosaco, Yákov Permiakov a principios del siglo XVIII. En 1712, una unidad cosaca dirigida por M. Vaguin alcanzó la isla Gran Lyákhovsky. Iván Liajov, un comerciante, inició sus exploraciones en la primavera de 1770, en una partida de trineos tirada por perros, cuando visitó el área meridional de las islas. Las intenciones de Liájov eran principalmente comerciales, ya que tenía la esperanza de encontrar marfil, huesos y colmillos de mamut. Liájov regresó en otra empresa de exploración en 1773-1774 y esta vez sí cruzó el estrecho que ahora lleva su nombre (estrecho de Sánnikov) y descubrió la gran isla Kotelny. Realizó su última expedición en 1775, llevando con él a un agrimensor, para reconocer y cartografiar la isla Gran Liájovski.
A principios del siglo XIX, las islas fueron exploradas por Yákov Sánnikov, Matvéi Gedenschtrom y otros. Han venido siendo la ubicación de estaciones permanentes de investigaciones científicas desde 1930 aproximadamente. Aquí se encuentra la tundra desértica, cubierta de nieve la mayor parte del año. Entre su fauna se encuentran especies como el zorro ártico y el reno del norte.
Existió en las islas una base militar rusa hasta 1993, cuando fue abandonada. En octubre de 2013, se anunció la reapertura de la misma, con la restauración y modernización de las instalaciones del aeródromo Temp, ubicado en la isla Kotelni.

## Geología
Como señaló Digby y numerosas publicaciones posteriores, este archipiélago está formado por una mezcla de plegado y falla Roca sedimentaria y rocas ígneas de edades comprendidas entre el Precámbrico y el Plioceno. Las islas Lyakhovsky consisten en un conjunto plegado y fallado de rocas metamórficas precámbricas; paleozoicas superiores a areniscas y rocas ígneas y areniscas y pizarras triásicas; turbiditas del Jurásico a Cretácico inferior; granitos y ofiolitas cretácicas. Las islas Anzhu están formadas por un conjunto de calizas del Ordovícico al Devónico muy falladas y plegadas. [caliza]]s, dolomitas, areniscas, pizarras, estratos volcanoclásticos y rocas ígneas; areniscas y pizarras del Paleozoico superior al Triásico; turbiditas del Jurásico al Cretácico inferior; y areniscas y pizarras del Cretácico superior al Plioceno. Las islas De Long están formadas por rocas sedimentarias e ígneas (en su mayoría basaltos) del Paleozoico temprano, Paleozoico medio, Cretácico y Neógeno. Estas rocas sedimentarias, metamórficas e ígneas están recubiertas por sedimentos sueltos del Pleistoceno y Holoceno. sedimentos sueltos del Pleistoceno y el Holoceno, cuyo espesor oscila entre una fracción de metro y unos 35 metros (114,8 pies).
Digby también observó que algunos de los primeros trabajos publicados sobre las Nuevas Islas Siberianas las describían incorrectamente, a menudo junto con otras islas árticas (por ejemplo, la isla Wrangel), como formadas o bien casi en su totalidad por huesos y colmillos de mamut o bien por hielo, arena y huesos de mamuts y otra megafauna extinguida. Algunos de estos trabajos fueron escritos por personas (por ejemplo, D. Gath Whitley) que nunca habían visitado las Nuevas Islas Siberianas y se basaban en anécdotas de comerciantes y viajeros y en el folclore local para sus descripciones de las mismas, y otros artículos fueron escritos por exploradores y cazadores de marfil sin formación ni en geología ni en otras ciencias. Estudios detallados de la geología de las Nuevas Islas Siberianas realizados por geólogos profesionales, paleontólogos y otros científicos han demostrado que estas afirmaciones son ficticias.

### Depósitos de marfil
Como señaló Baron Eduard V. Toll en su relato de las Nuevas Islas Siberianas, acumulaciones considerables y económicamente significativas de fósil marfil marfil fósil. El marfil, junto con mamut y otros huesos, se encuentra en playas recientes, zonas de drenaje, terrazas fluvialess y lechos fluviales. Las Nuevas Islas Siberianas son únicas en el enterramiento y conservación de marfil fósil "en un estado de conservación tan maravilloso que los colmillos así encontrados no pueden distinguirse del marfil más puro y mejor".
Los abundantes huesos, incluso esqueletos, de mamut, rinoceronte, buey almizclero y otra megafauna junto con el marfil de mamut que se encuentran en estas islas están conservados por el permafrost, en el que están encapsulados. El permafrost se desarrolló periódicamente en loess, soliflucción, estanque y sedimento de arroyos del Pleistoceno tardío a medida que se acumulaban. El fechado por radiocarbonp de los huesos, marfil y plantas, fechado mediante luminiscencia de estimulación óptica de sedimentos contenidos, y fechado mediante uranio-torio de turba asociada demuestran que se acumularon a lo largo de un período de unos 200,000 años. El fechado mediante radiocarbono (14C) realizado sobre el colágeno de los colmillos de 87 mamuts y huesos recolectados en las islas Faddeevsky, Kotelniy, y New Siberia indicaron los restos se remontan entre hace unos 9470±40 años y más de 50,000 años de antigüedad.

## Imágenes

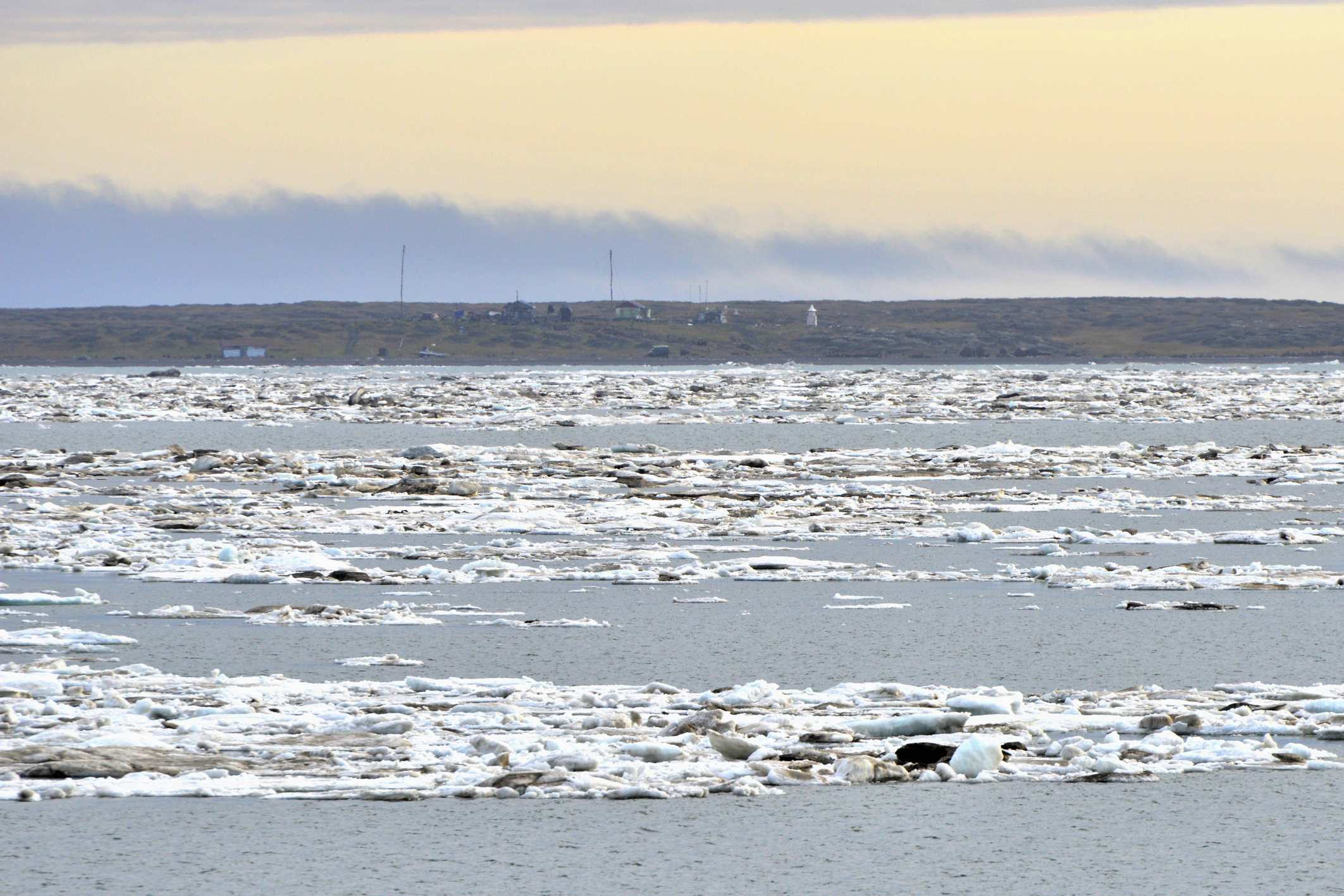
Estación meteorológica en la isla Kotelny (islas Anzhu; 74°38'N, 139°10'E)
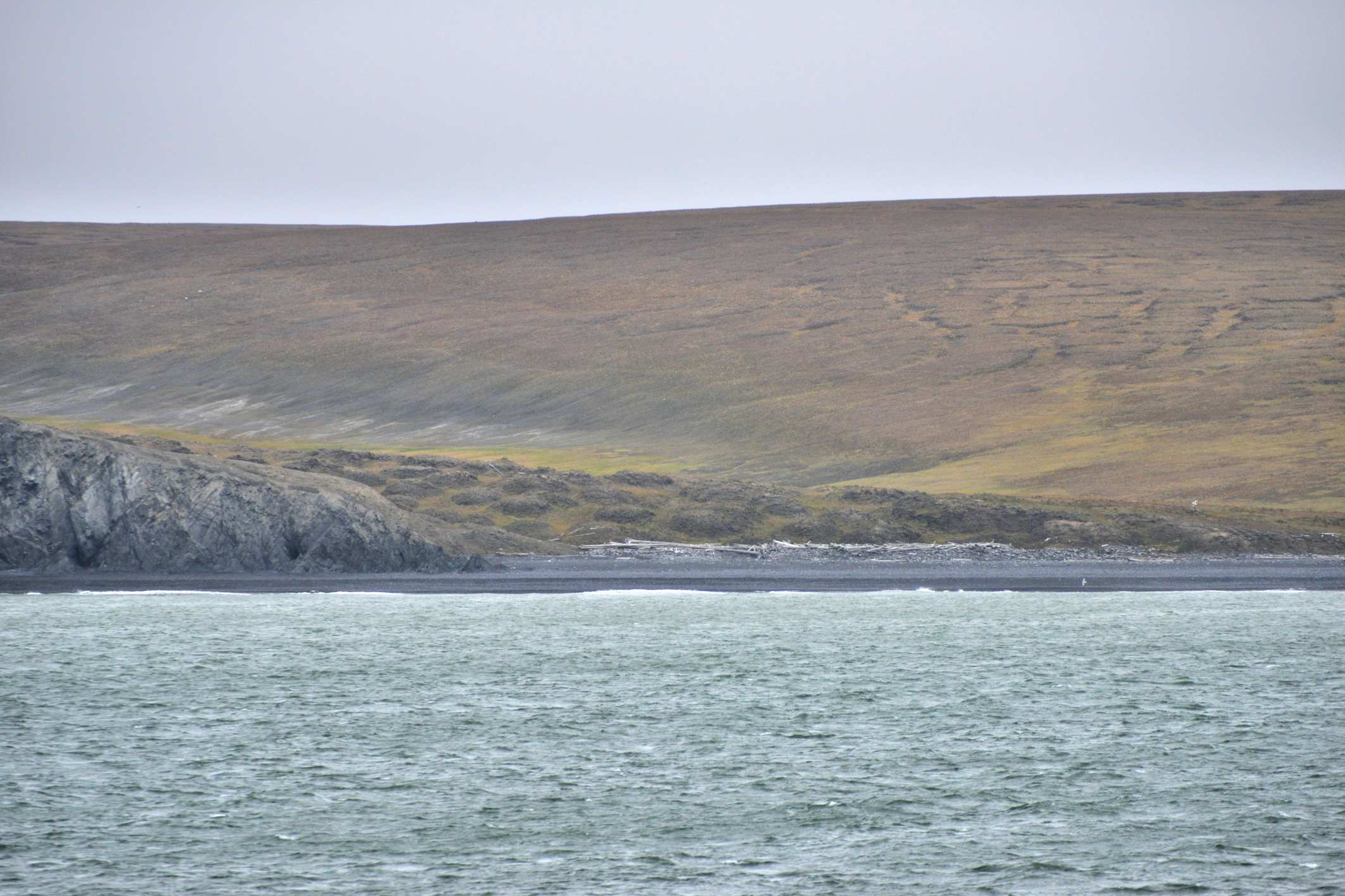
Isla Belkovsky, Bahía de Thilo (Islas Anzhu; 75°35'30N, 135°38'44E)
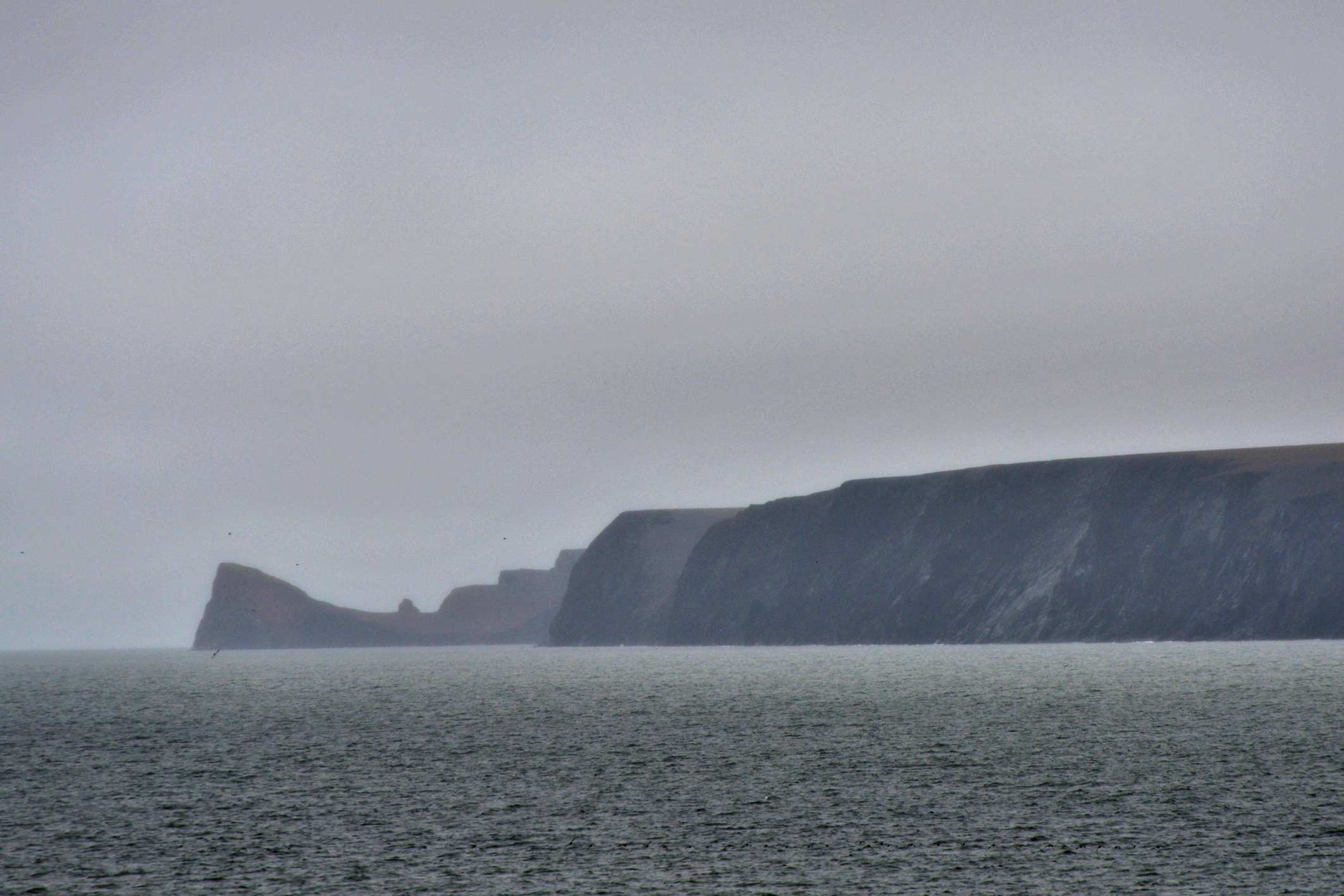
Isla Belkovsky (Islas Anzhu; 75°35'30N, 135°38'44E)
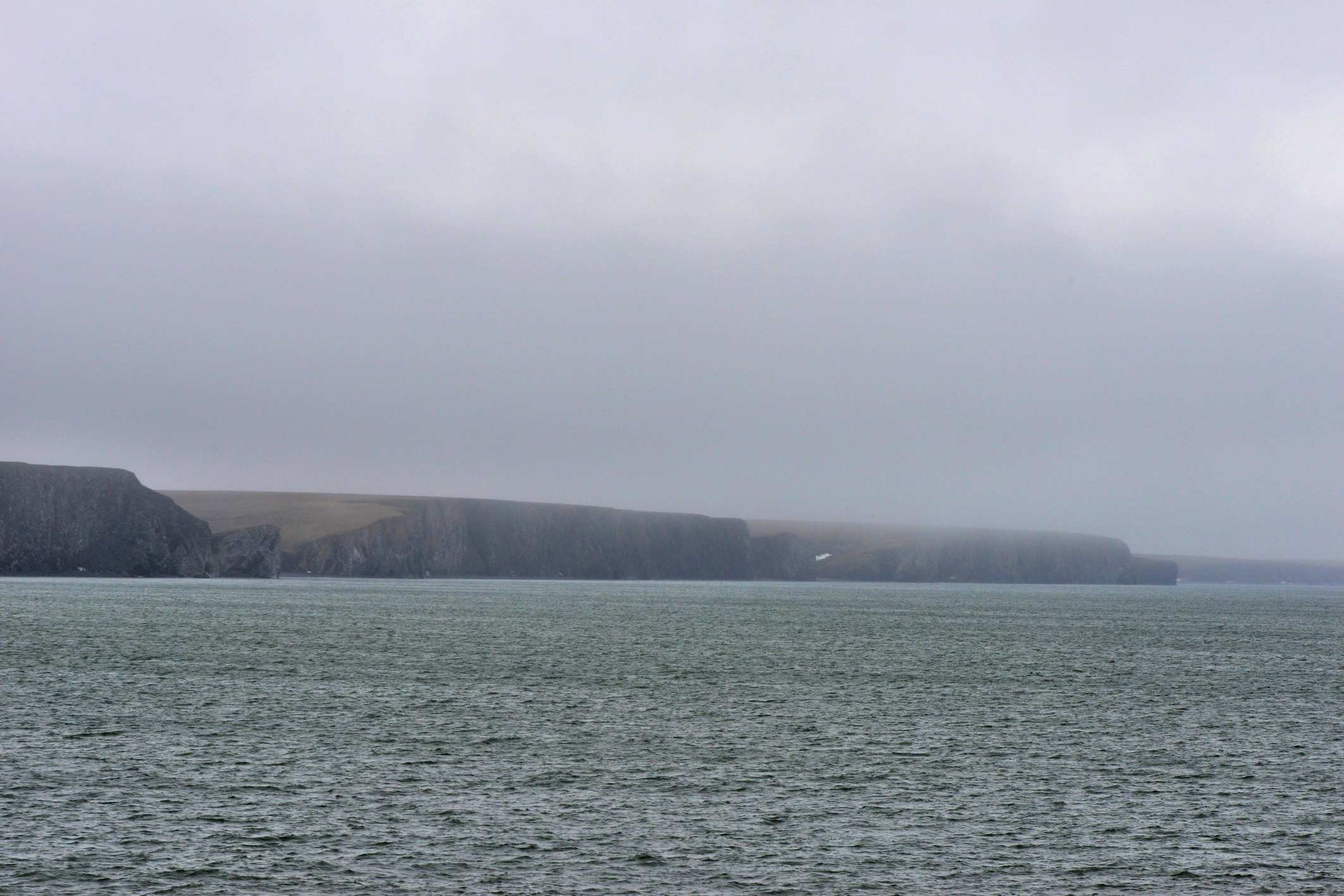
Isla Belkovsky (Islas Anzhu; 75°35'30N, 135°38'44E)
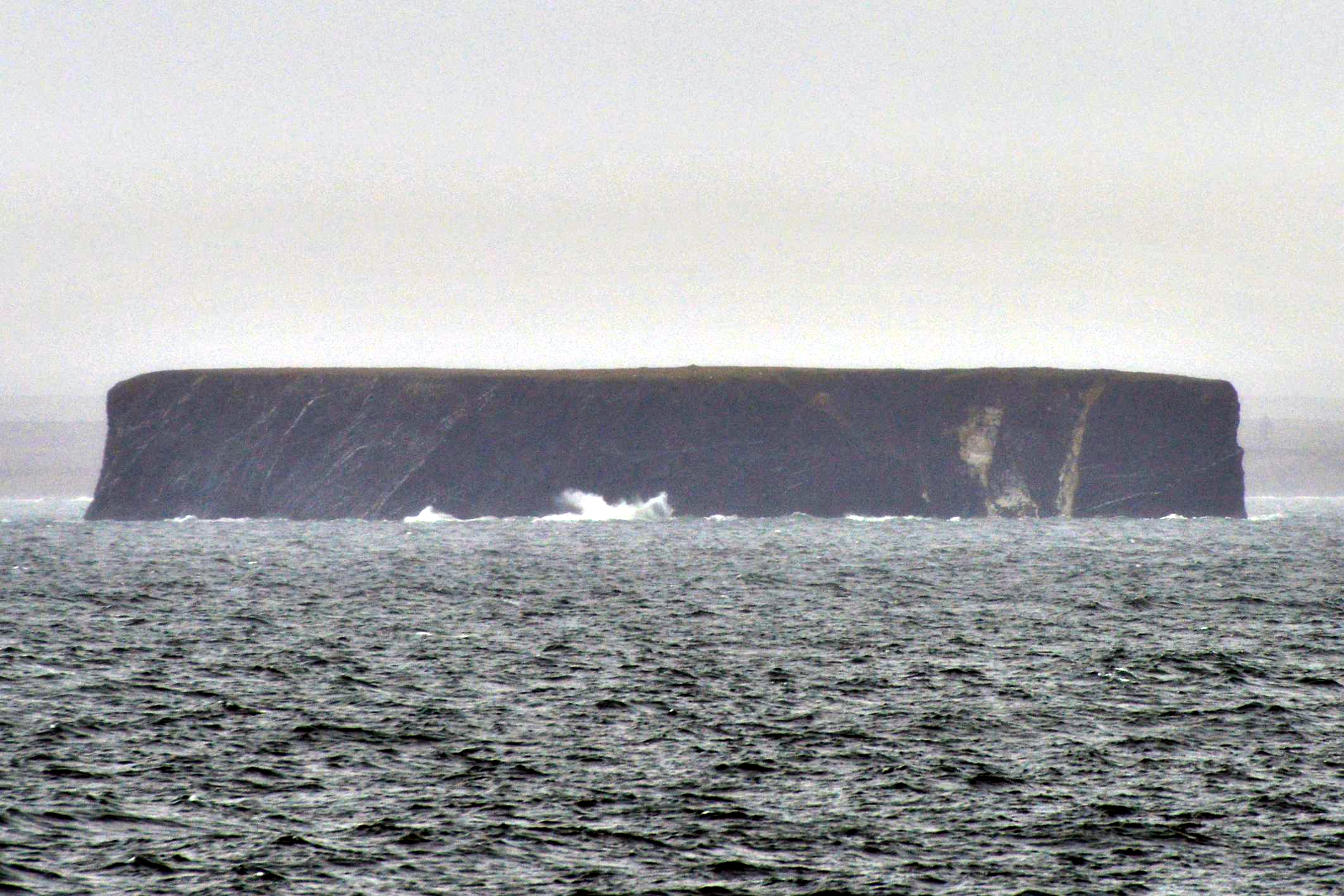
Isla Strizhov, una pequeña isla de roca en el extremo suroeste de la isla Belkovsky (75°18'40N, 135°28'52E)
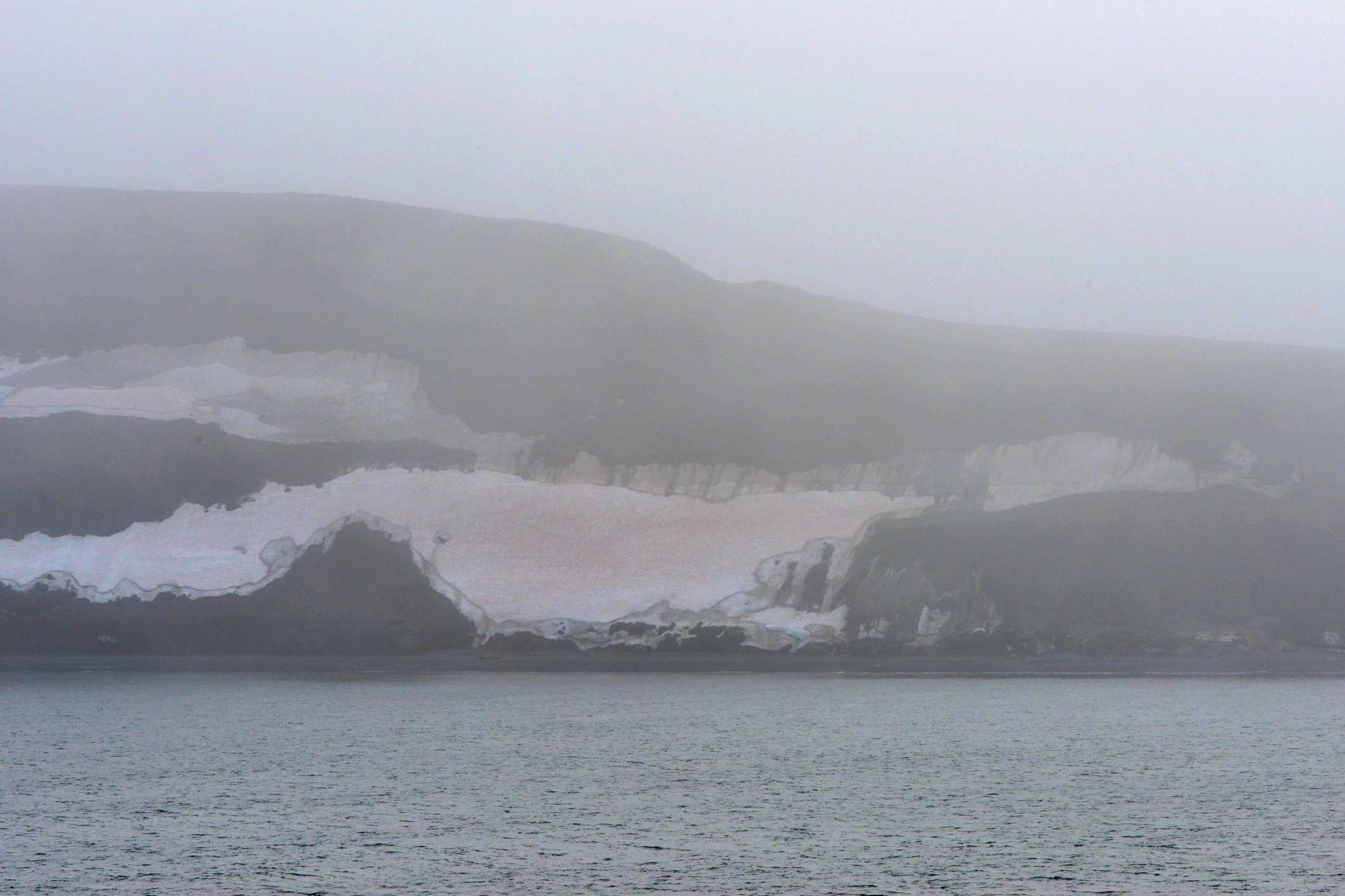
Isla Bennett (Islas De Long) entre el Cabo Sophia y el Cabo Emmelin (76°41'37N, 149°20'E)
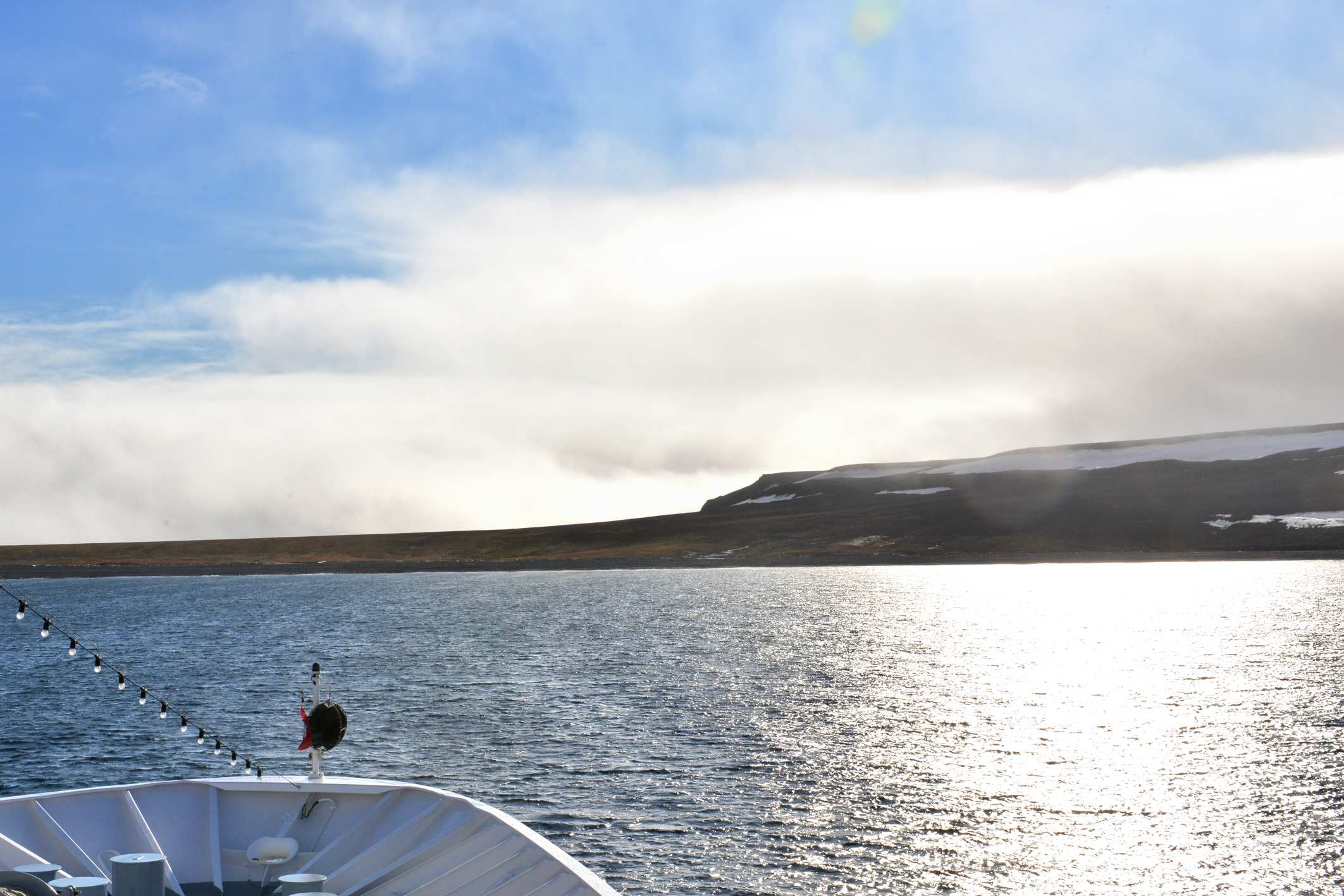
Isla Bennett - el barco M/S Hanseatic fondeando en los caminos de la costa norte
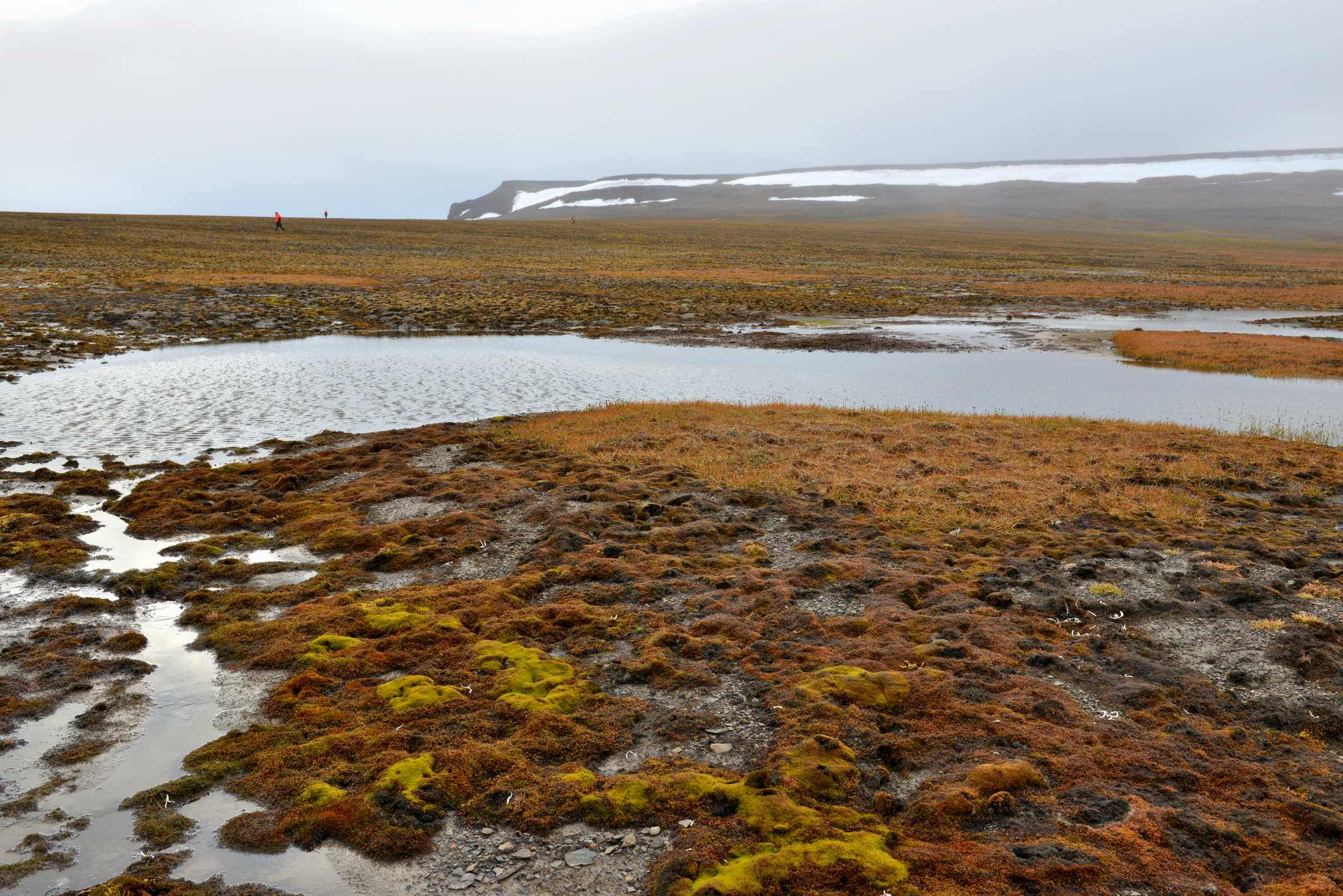
Isla Bennett, costa norte - paisaje de tundra (76°44'30N, 149°21'19E)
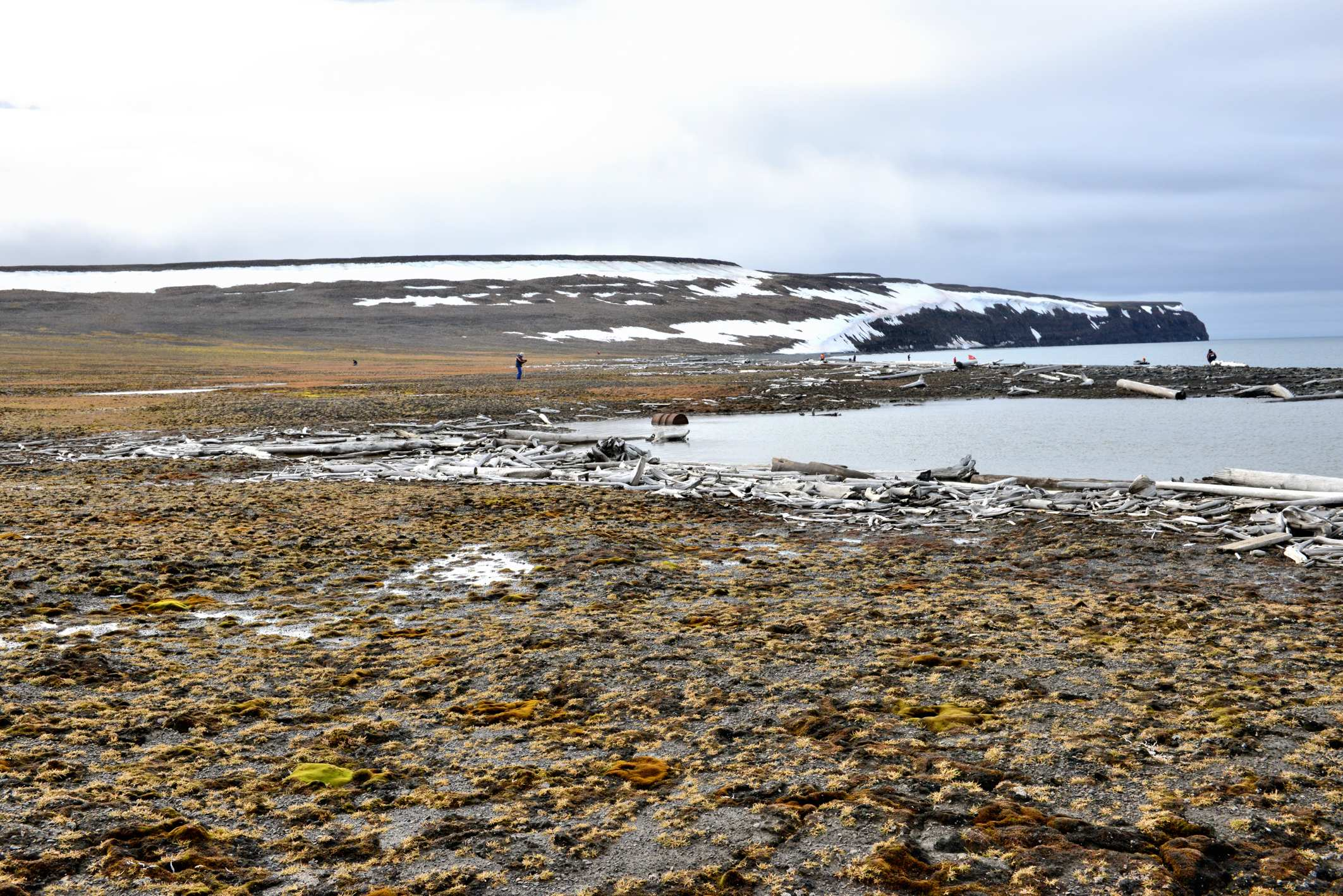
Isla Bennett, costa norte - paisaje de tundra
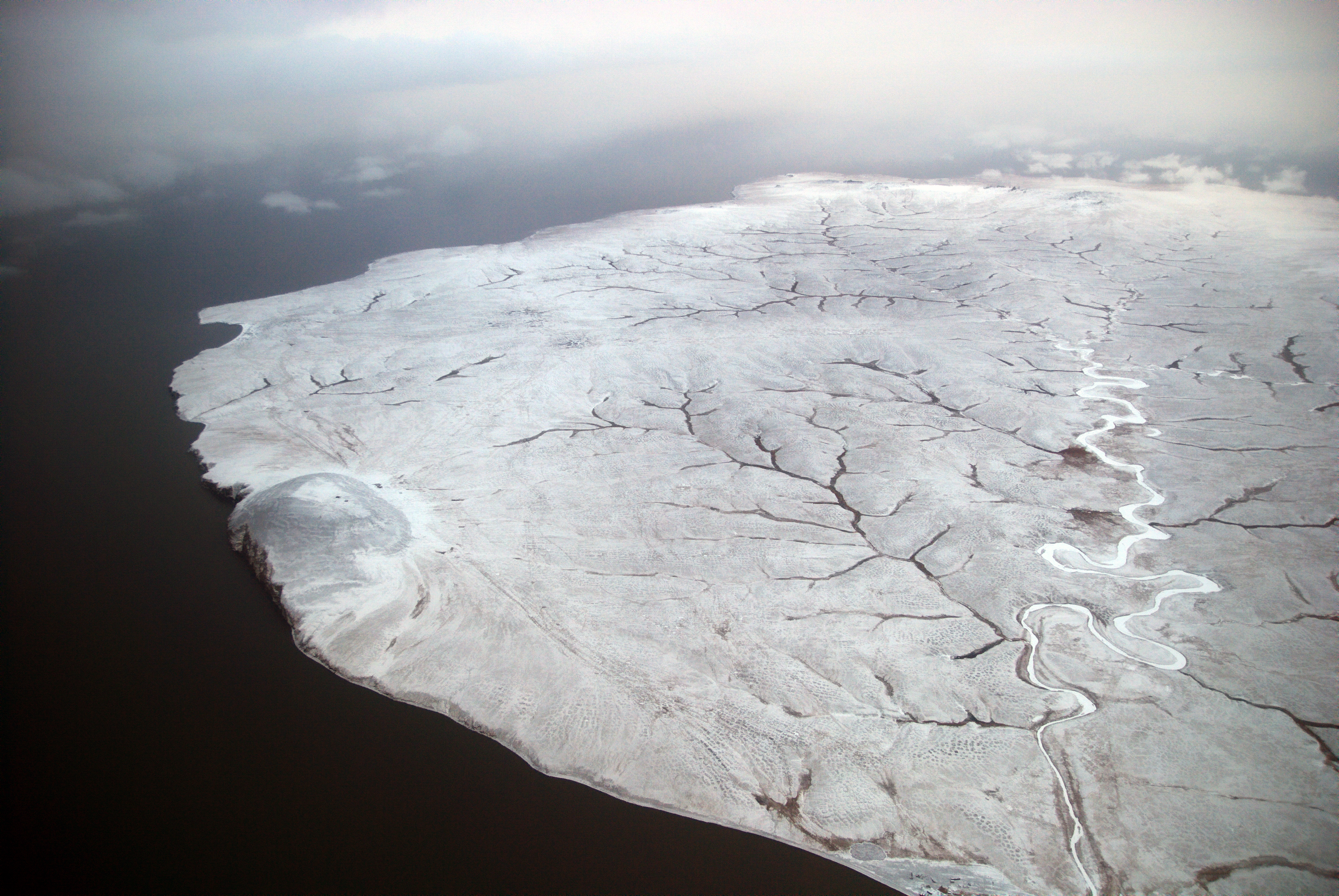
Isla Bolshoy Lyakhovsky, vista de la península de Kigilyakh